# Elektro Willi und Sohn
Elektro Willi und Sohn ist eine 2005 gegründete Formation um den Musiker und Komponisten Ernst Wawra (Alphawezen, Aeric) sowie den Autor und Texter Daniel Ketteler.
Musikalische Einflüsse bestehen von Seiten des French House und der Neuen Deutschen Welle. Einer in Frankreich erschienenen EP folgte ein Beitrag in der Pudel Produkte Serie des Golden Pudel Club Hamburg und schließlich das erste Album mit dem Titel Diamanten.

## Diskografie
- Töne in mein Haar (2006 / 12" Vinyl / Undercover, Paris)
- Alle Fitzen Rein (2007 / 12" Vinyl / Pudel Produkte, Golden Pudel Club Hamburg, Nobistor)
- Autoscooter (2008 / Maxi-CD / Modul8)
- Diamanten (2008 / Album-CD / Modul8)
- Sauna Suit EP (2011 / 10" Vinyl / Modul8)